# 比巴特河
49°38′38″N 10°28′12″E / 49.64376°N 10.47002°E

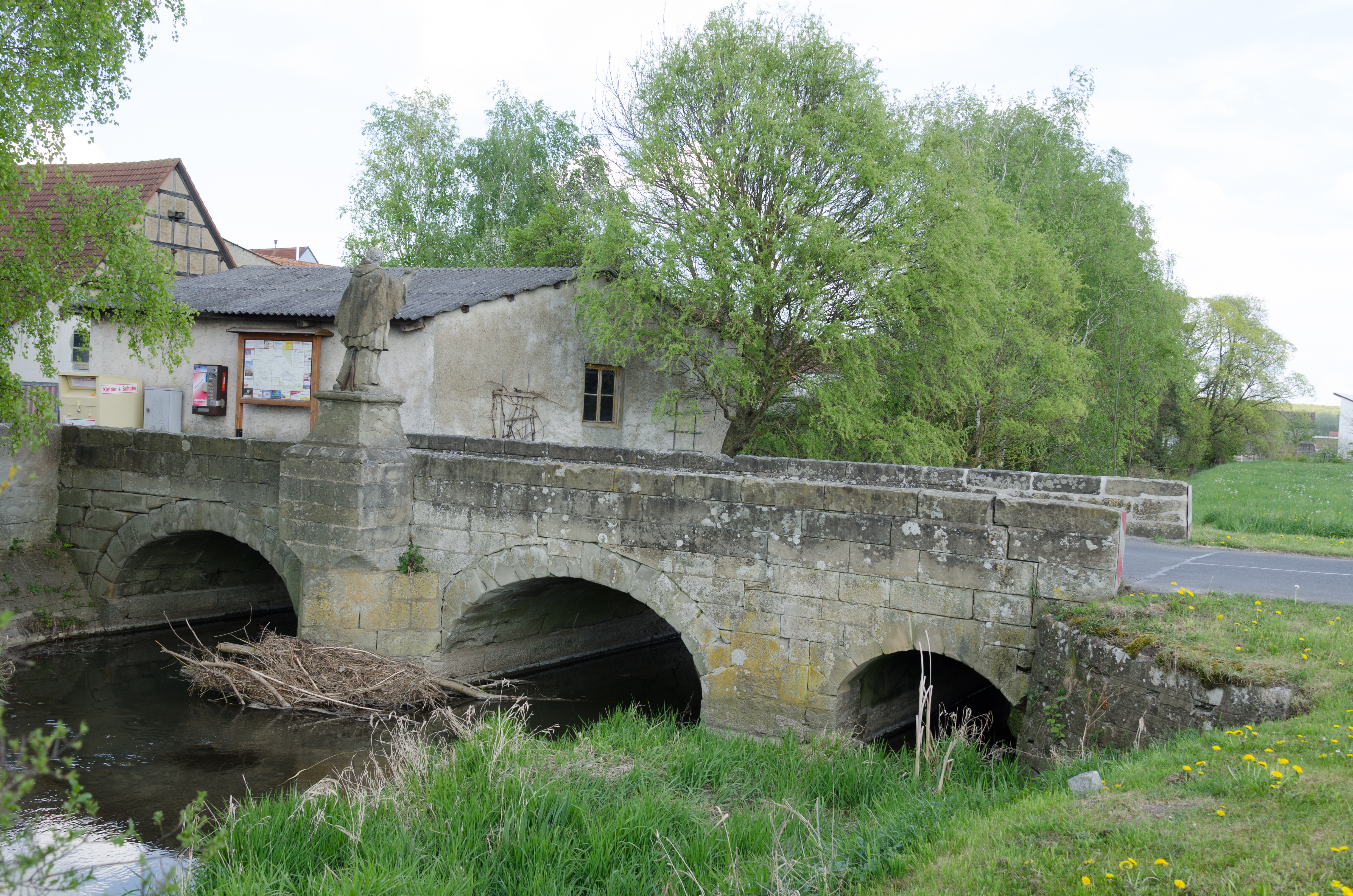

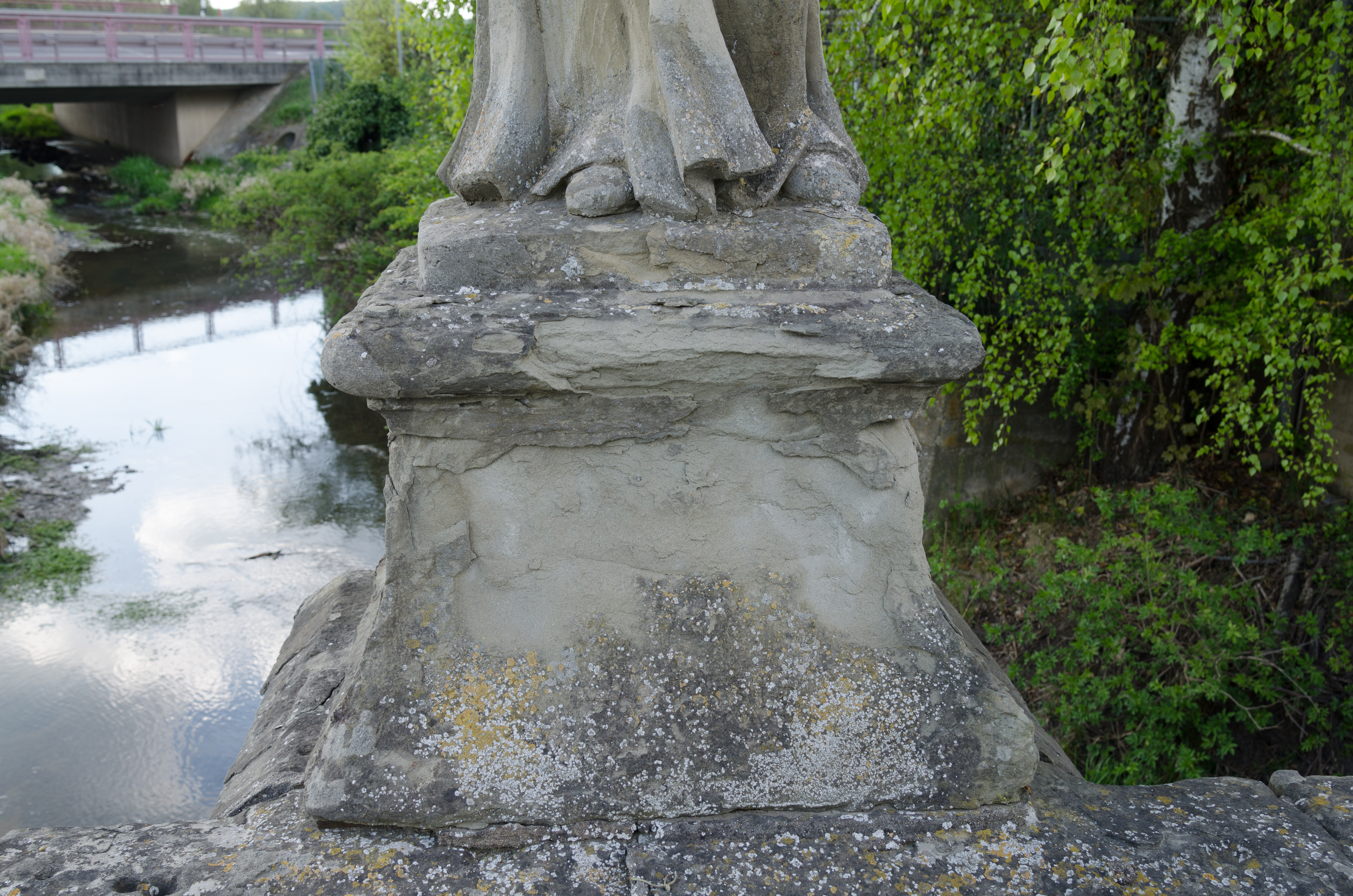

比巴特河（德語：Bibart），是德國的河流，位於該國東南部，由巴伐利亞負責管轄，屬於萊姆巴赫河的支流，河道全長16.7公里，流域面積66.7平方公里。